# Nazar battu

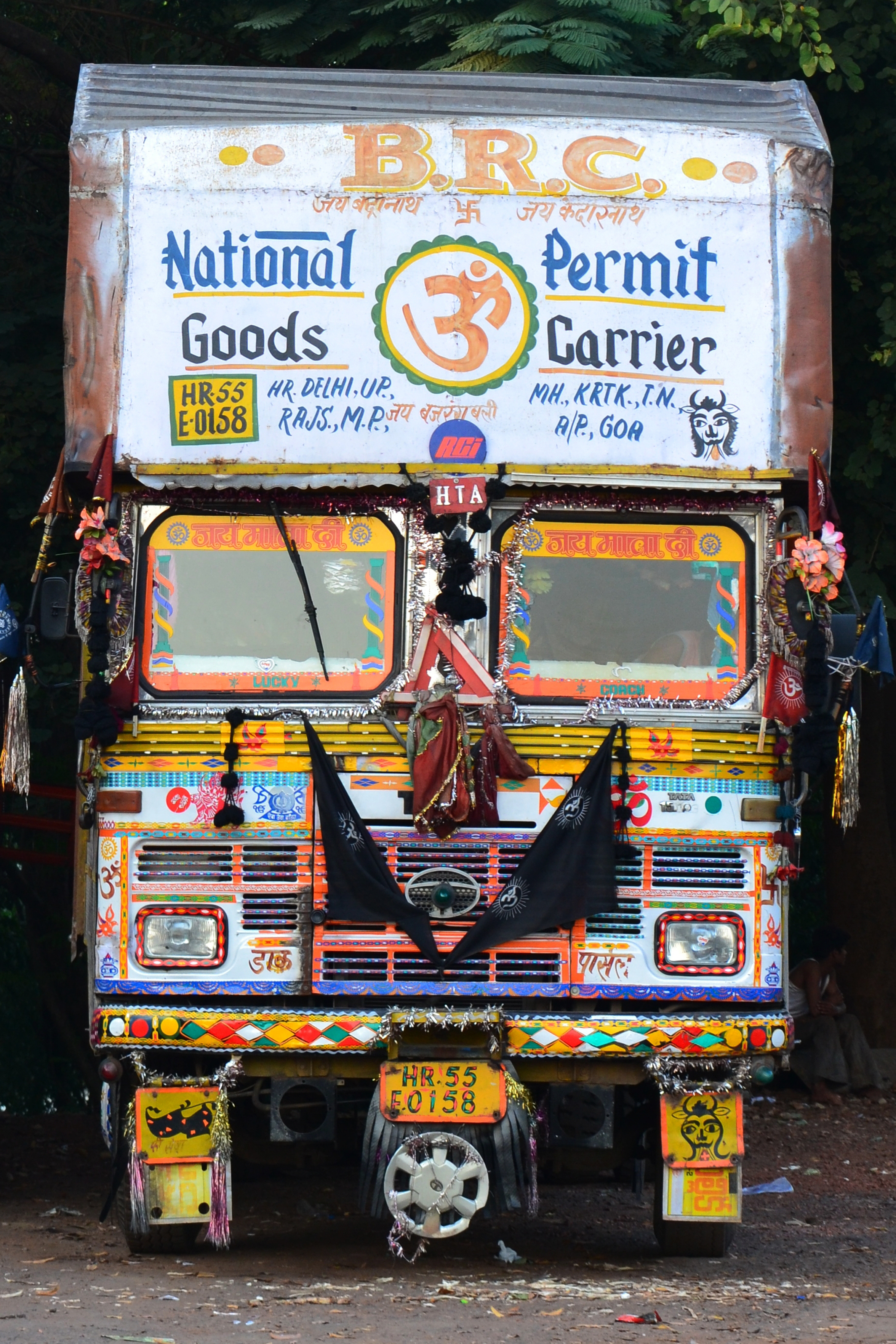
Ozdobený kamión v Indii s motivy nazar battu.

Nazar battu (hindustánsky: नज़र बट्टू nebo نظر بٹو) je ikona, náramek, tetování nebo jiný předmět nebo vzorek používaný v severní Indii a Pákistánu za účelem odvrácení zlých vlivů a ochrany před zlými pohledy.

## Galerie

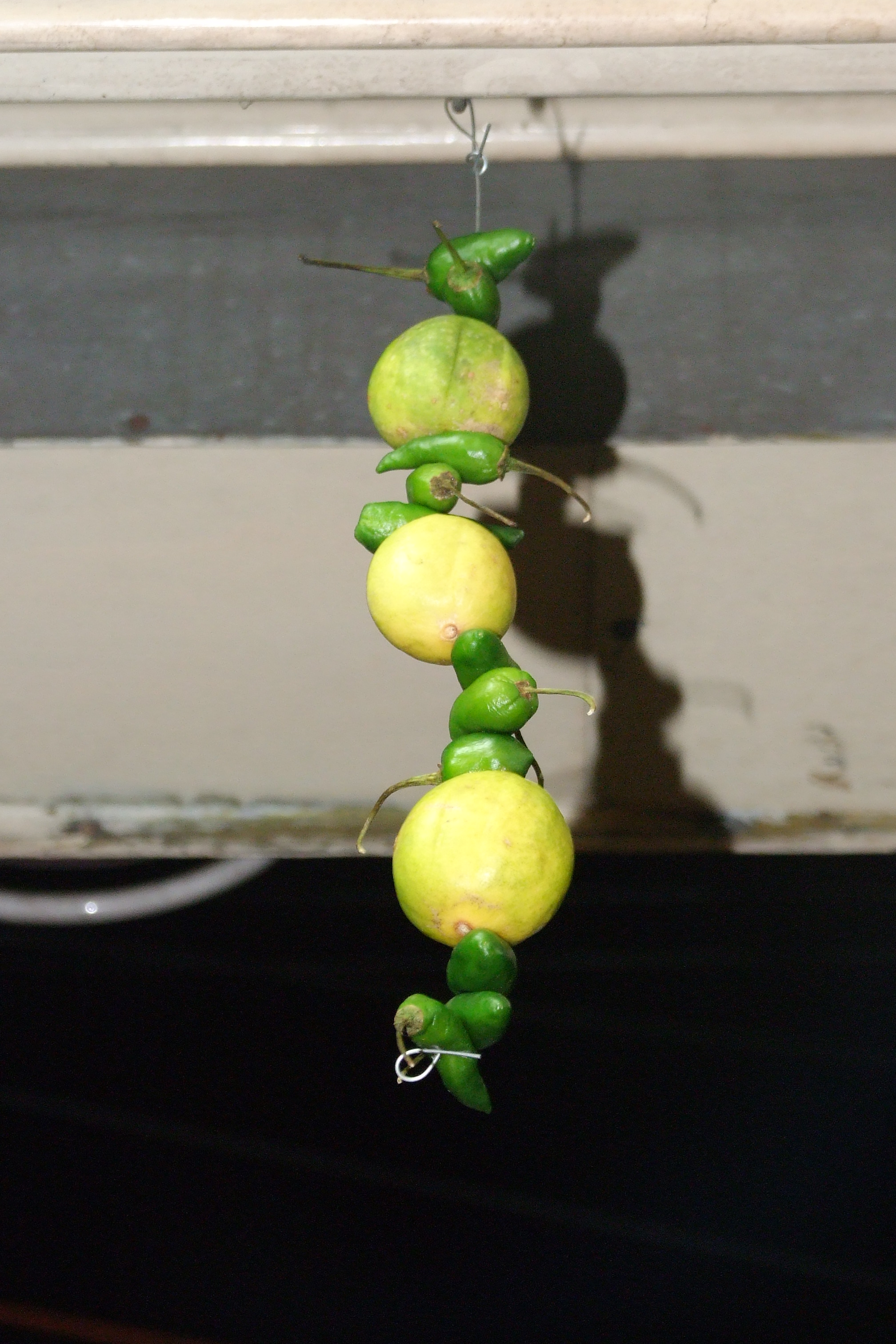
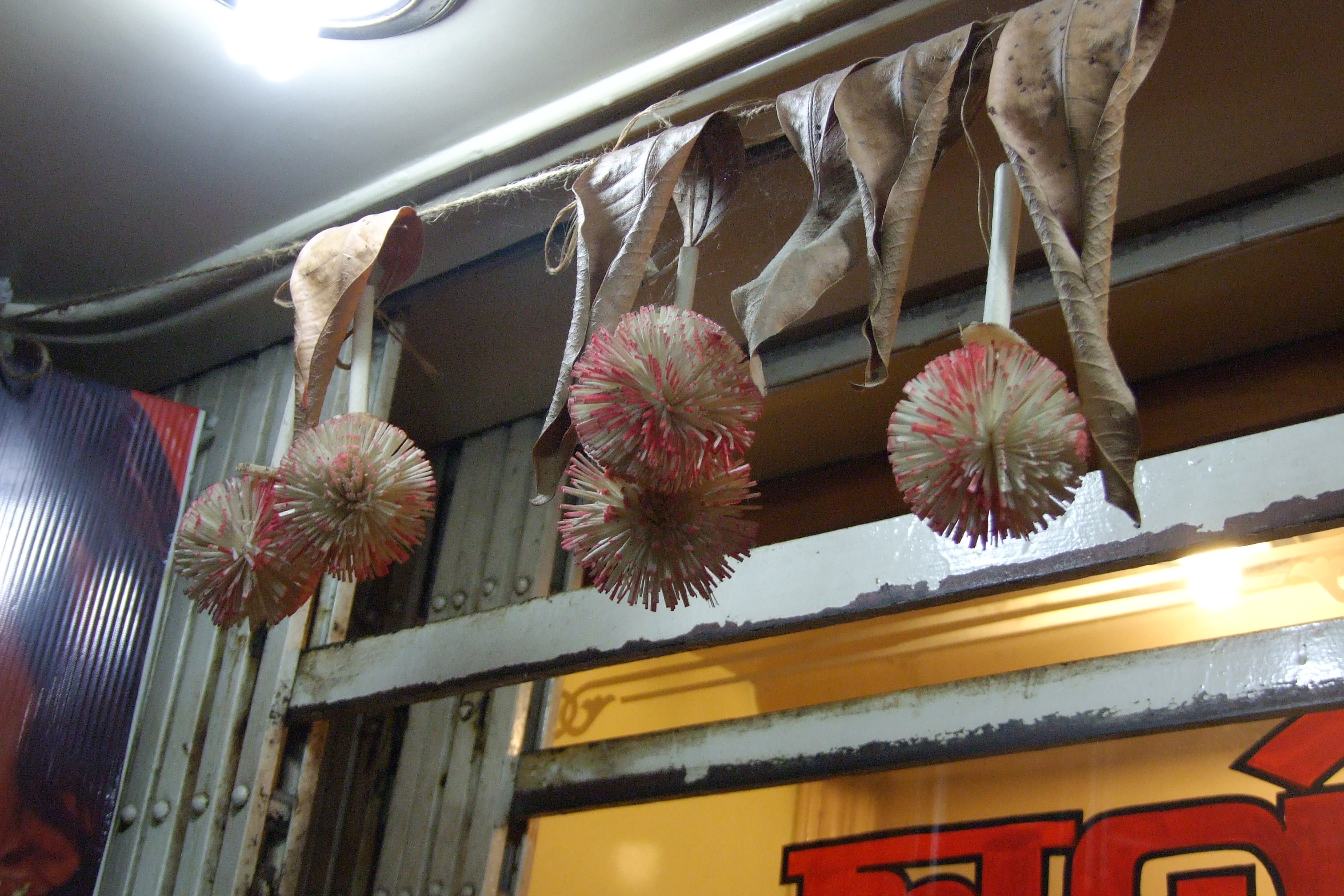
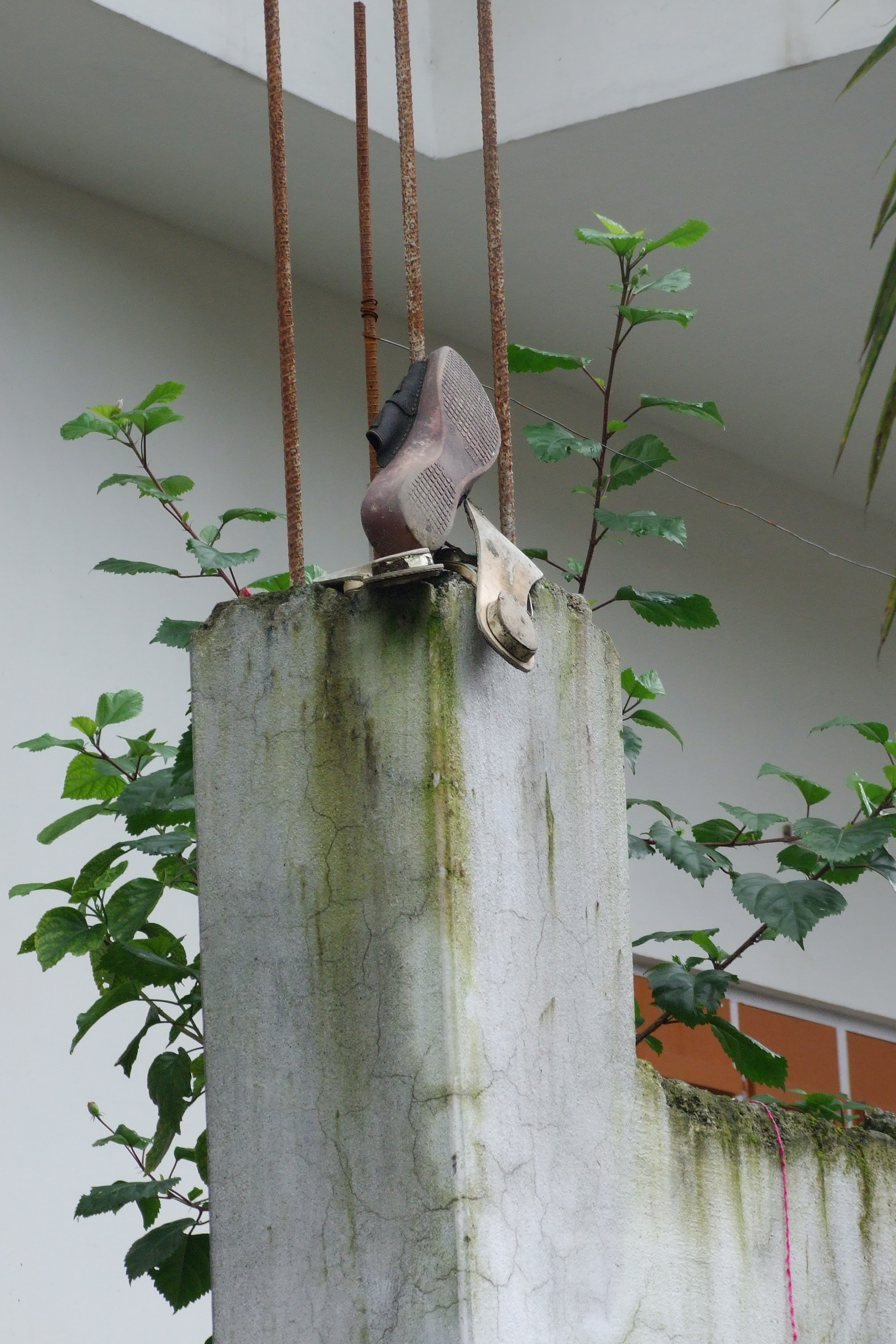
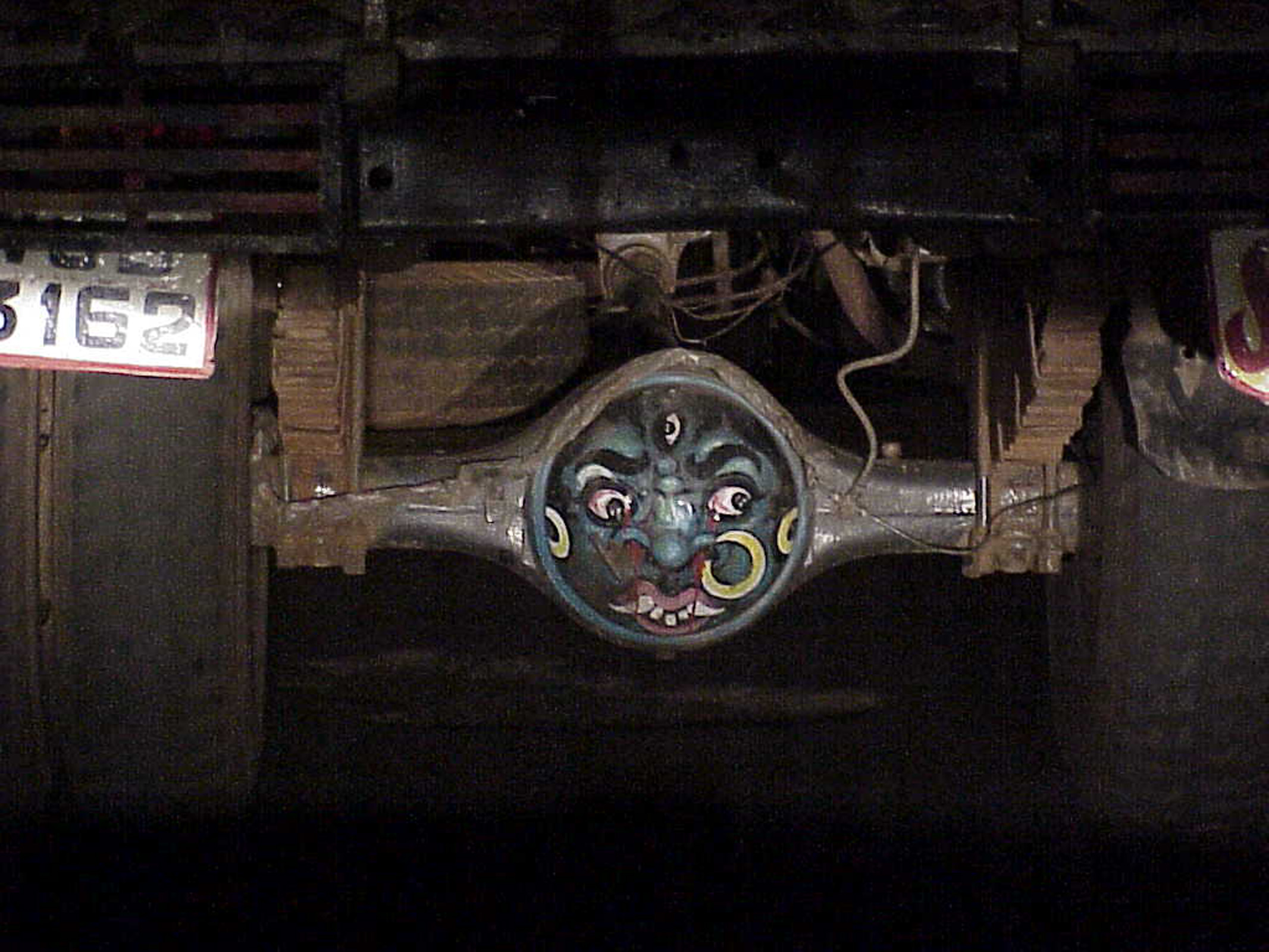